# Guilherme Sityá
Guilherme Haubert Sitya (ur. 1 kwietnia 1990 w Porto Alegre) – brazylijski piłkarz występujący na pozycji obrońcy w tureckim klubie Konyaspor. Wychowanek Porto Alegre Futebol Clube, w swojej karierze grał także w takich zespołach jak SER Caxias, Concordia Chiajna, Petrolul Ploeszti, Greuther Fürth, Steaua Bukareszt, Bruk-Bet Termalica Nieciecza oraz Jagiellonia Białystok.
Posiada także obywatelstwo portugalskie.